# Issei Mijake
Issei Mijake (japonsky 三宅 一生, Mijake Issei; 22. dubna 1938 Hirošima – 5. srpna 2022 Tokio) byl japonský módní návrhář. V roce 1964 dokončil studium grafického designu v Tokiu. Později odešel do Paříže, kde pracoval jako asistent Guye Larochea. Pracoval také pro Huberte de Givenchyho. V roce 1969 se odstěhoval do New Yorku, docházel na lekce angličtiny na Kolumbijské univerzitě a pracoval pro návrháře Geoffreyho Beenea. Zanedlouho se vrátil do Tokia, kde si založil vlastní studio specializované na dámské oblečení. Později se kromě oděvů začal věnovat i navrhování tašek, hodinek a parfémů. Byl nositelem Řádu kultury (2010).